# Sosnitsacultuur
De Sosnitsacultuur (Oekraïens: Сосницька культура, Sosnitska koeltoera, Russisch: Сосницкая культура, Sosnitskaja koeltoera) is een archeologische cultuur van de bronstijd, gedateerd van de 19e tot 11e eeuw v.Chr. Ze is vernoemd naar de eerste onderzochte site bij het dorp Sosnitsa in de Oekraïense oblast Tsjernihiv. Sporen van de cultuur zijn ook gevonden in de Russische oblasten Koersk en Brjansk. Ze volgde op de Midden-Dnjeprcultuur en toont overeenkomsten met de Trzcinieccultuur en Komarovcultuur.
De nederzettingen van de Sosnitsacultuur waren niet versterkt en bevonden zich evenals bij de Midden-Dnjeprcultuur op zandduinen of in uiterwaarden van rivieren, op terrassen en hoge kapen. De rechthoekige woningen waren ruim een meter verdiept in de grond, en hadden een oppervlakte van 40-45 vierkante meter. In het midden of in de hoek bevonden zich stenen haarden.
Begraven werd in grafvelden, waarbij de crematieresten in urnen of op de bodem van grafkuilen geplaatst werden, tezamen met verschillende grafgiften. Ook grafheuvels met crematieresten zijn bekend.
Anders dan Midden-Dnjeprcultuur werd de Sosnitsacultuur gedomineerd door tulpvormig aardewerk met een platte bodem. Er werden ook potten en kommen gevonden. De decoraties bestonden uit koordafdrukken, stempels, lijnen en kleine inkepingen. Horizontale motieven en driehoeken vallen op. Vaak is er een decor van gearceerde driehoeken, omlijnd met putjes. In vormen en versieringen zijn er overeenkomsten met het late aardewerk van de Midden-Dnjeprcultuur.
De werktuigen zijn voornamelijk uit vuursteen en andere stenen, zoals wigvormige bijlen, pijlpunten, schrabbers, sikkels, messen, raspen, etc. Bronzen voorwerpen zijn in het begin zeldzaam, hun aantal neemt toe tot het einde van de cultuur. Onder de bronzen producten bevinden zich priemen, messen, beitels, speerpunten en pijlen, armbanden, spelden, en hangers.
Men hield zich bezig met veeteelt en landbouw. Vee was van groot belang. Ze fokten runderen en schapen, paarden en varkens. Het bestaan van landbouw wordt bevestigd door sikkels en maalstenen voor graan. Jagen, vissen en verzamelen speelden een ondersteunende rol.
De dragers waren vermoedelijk Proto-Baltische stammen.